# Isaac M’pia
Isaac M’pia Endjam (ur. 7 sierpnia 1976) – kameruński i od 2002 roku francuski zapaśnik walczący w stylu wolnym. Zajął 31 miejsce na mistrzostwach świata w 1999. Brązowy medalista igrzysk afrykańskich w 1999 i czwarty w 1995. Mistrz Afryki w 1998 i wicemistrz w 2000. Zajął dziewiętnaste miejsce na mistrzostwach Europy w 2002. Piąty na igrzyskach śródziemnomorskich w 2005 roku.